# 29. prosinca
29. prosinca (29. 12.) 363. je dan godine po gregorijanskom kalendaru (364. u prijestupnoj godini).
Do kraja godine ima još 2 dana.

## Događaji
- 1933. – Rumunjski premijer Ion G. Duca postao je u Sinaji žrtvom atentata fašističke tajne udruge „Željezna garda”.
- 1940. – Drugi svjetski rat: bitka za Britaniju (Njemačko bombardiranje Londona u kojemu je ubijeno 3,000 civila).
- 1963. – Grčka je vlada poslala trupe na Cipar kako bi prekinula građanski rat koji je tamo izbio.
- 1973. – U Zagrebu je, nakon dugotrajne izgradnje, svečano otvorena Koncertna dvorana Vatroslava Lisinskog
- 1975. – Eksplozija bombe u zračnoj luci LaGuardia u New Yorku, 11 poginulih. Za napad nitko nije preuzeo odgovornost.
- 1989. – U Čehoslovačkoj je dramatičar i zastupnik pokreta za ravnopravnost građana Václav Havel postao predsjednik države.
- 1992. – U Ženevi su se SAD i Rusija složile oko sporazuma SRART II kojim se reducira strateško nuklearno naoružanje.
- 1998. – Na Ovčari kod Vukovara otvoren spomenik u spomen na žrtve istoimenoga pokolja, kipara Slavomira Drinkovića.

| - 1789. – Jožef Pichler, slovenski svećenik i pisac († 1859.) - 1806. – Maria Adeodata Pisani, malteška bl. redovnica († 1855.) - 1808. – Andrew Johnson, američki političar i predsjednik († 1875.) - 1861. – Anton Števanec, slovenski pisac i učitelj u Mađarskoj († 1921.) - 1875. – Pablo Casals, španjolski violočelist, dirigent i skladatelj († 1973.) - 1912. – Frane Franić, splitsko-makarski nadbiskup i metropolit, aktivni sudionik II. vatikanskog koncila i član službenih saborskih komisija († 2007.) - 1921. – Dobrica Ćosić, pisac i teoretičar velikosrpske ideologije - 1933. – Tomislav Raukar, hrvatski povjesničar († 2020.) - 1937. – Maumoon Abdul Gayoom, maldivski političar i predsjednik - 1962. – Carles Puigdemont, katalonski političar - 1967. – Filip Nola, hrvatski glumac - 1969. – Tina Šimurina, hrvatska televizijska novinarka - 1973. – Damir Markovina, hrvatski glumac - 1988. – Ágnes Szávay, mađarska tenisačica - 1998. – Victor Osimhen, nigerijski nogometaš | - 1720. — Maria Margaretha Kirch, njemačka astronomkinja i otkrivačica kometa (* 1670.) - 1825. – Jacques-Louis David, francuski slikar (* 1748.) - 1891. – Leopold Kronecker, njemački matematičar (* 1823.) - 1924. – Carl Spitteler, švicarski književnik (* 1845.) - 1926. – Rainer Maria Rilke, austrijski pjesnik (* 1875.) - 1931. – Oton Kučera, profesor, prirodoslovac, astronom, najveći hrvatski popularizator tehnike i prirodoslovlja, književnik, predsjednik Matice hrvatske (* 1856.) - 1975. – Graham Hill, britanski vozač Formule 1 (* 1929.) - 1981. – Miroslav Krleža, hrvatski književnik (* 1893.) - 2015. – Pavel Srníček, češki nogometaš i nogometni trener (* 1968.) - 2022. – Pelé, brazilski nogometaš (* 1940.) |

## Blagdani i spomendani
- Međunarodni dan biološke raznolikosti
- sv. Toma Becket

## Imendani
- David
- Davor